# Buddleja euryphylla
Buddleja euryphylla är en flenörtsväxtart som beskrevs av Standley och Steyerm.. Buddleja euryphylla ingår i släktet buddlejor, och familjen flenörtsväxter. Inga underarter finns listade i Catalogue of Life.